# Franciszek Sitek

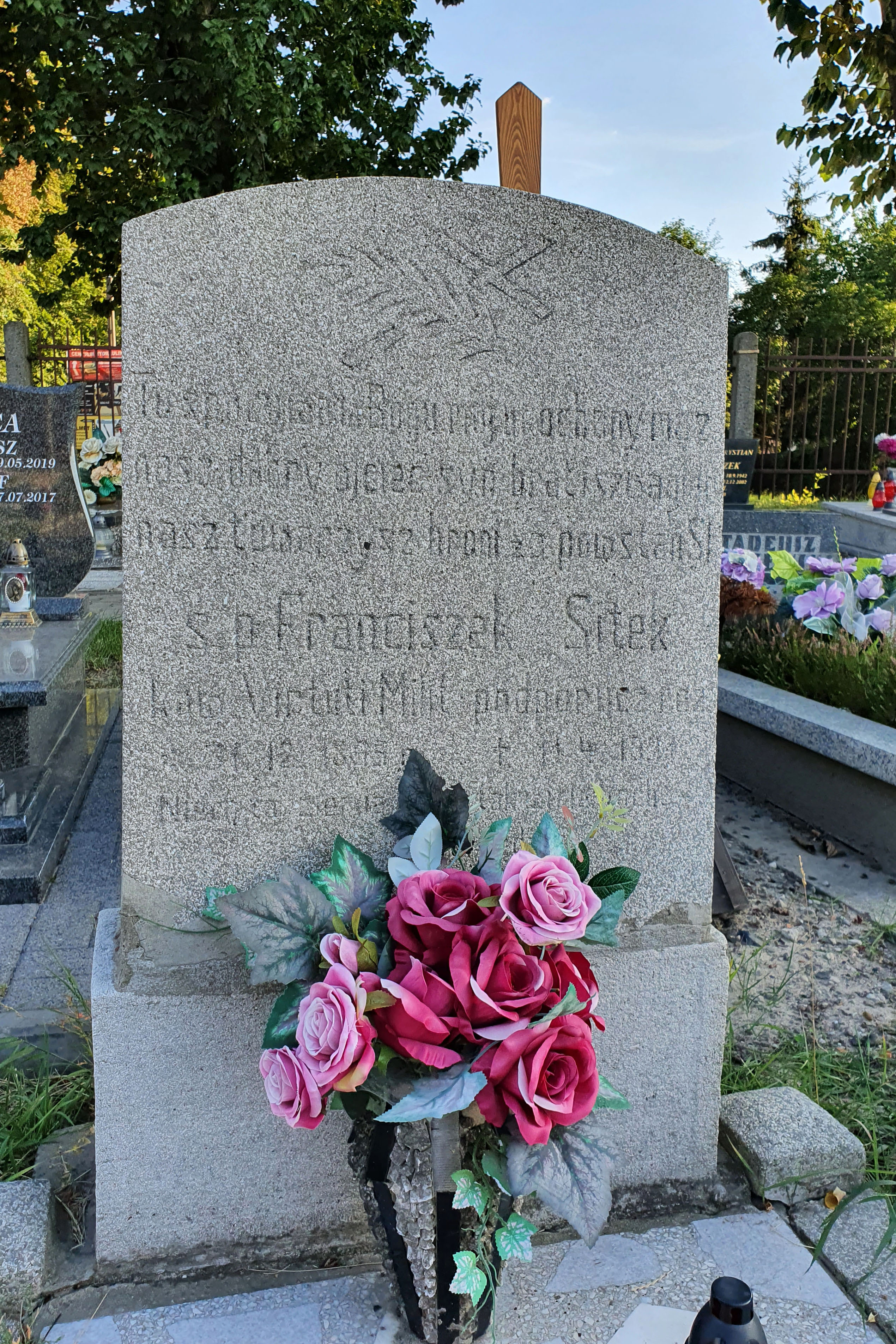
Nagrobek Franciszka Sitka na cmentarzu w Katowicach-Józefowcu

Franciszek Sitek (ur. 31 grudnia 1895 w Józefowcu, zm. 11 kwietnia 1931 w Brzezince (Mysłowice)) – żołnierz armii niemieckiej i Polskiej Organizacji Wojskowej Górnego Śląska, uczestnik trzech powstań śląskich, kawaler Orderu Virtuti Militari.

## Życiorys
Urodził się w rodzinie Franciszka i Karoliny z d. Markiewicz. Absolwent szkoły powszechnej. 7 czerwca 1915 został zmobilizowany do armii niemieckiej, służył w artylerii ciężkiej, zwolniony w 1918 w stopniu kaprala. Od 23 grudnia 1918 w szeregach POW G.Śl.
W Wojsku Polskim służył od 10 lutego 1919 do 20 lutego 1923 roku w stopniu podporucznika. Uczestniczył w wojnie przeciw Rosji od 7 kwietnia do 19 września 1918 roku oraz w wojnie przeciw Niemcom od 10 lutego 1919 do 1 sierpnia 1922 roku. 
Współorganizował i aktywnie uczestniczył we wszystkich powstaniach śląskich. Pełnił tam m.in. funkcje dowódcy batalionu w 1 pułku katowickim POW podczas I i II powstania, oraz jako dowódca 2 batalionu podczas III powstania.
Za czyny bojowe, niezwykłą odwagę i zdecydowanie podczas powstań został odznaczony Orderem Virtuti Militari.
Po 1921 pracował jako urzędnik skarbowy. Zmarł w wyniku długotrwałej choroby.

## Życie prywatne
Dwukrotnie żonaty. Miał dzieci: Bronisławę (ur. 1922), Franciszka (ur. 1925), Zygmunta (ur. 1927) i Jana (ur. 1929). Z zawodu sekretarz skarbowy. Wyznania rzymskokatolickiego. Do 9 lutego 1931 roku zamieszkiwał w Józefowcu powiat Katowice (dzisiejsza dzielnica Katowic), przy ulicy Józefa Bedera 77. Następnie przeprowadził się do domu przy ulicy Kolonia Robotnicza 45 w Katowicach.
Jest pochowany na cmentarzu przy ulicy Józefowskiej w Katowicach.

## Ordery i odznaczenia
- Krzyż Srebrny Orderu Wojskowego Virtuti Militari nr 7802[2][8]
- Krzyż Niepodległości – pośmiertnie 6 czerwca 1931 roku „za pracę w dziele odzyskania niepodległości”[9][2]
- Śląski Krzyż Powstańczy - pośmiertnie 1 stycznia 1949 roku, nr 011006[10]
- Gwiazda Górnośląska nadana za udział w Powstaniach Śląskich 24 czerwca 1929 roku, liczba 1697[11]